# Коти-Рибно
Коти-Рибно (пол. Koty-Rybno) — село в Польщі, у гміні Граєво Ґраєвського повіту Підляського воєводства.
Населення — 64 особи (2011).
У 1975-1998 роках село належало до Ломжинського воєводства.

## Демографія
Демографічна структура станом на 31 березня 2011 року:
|          | Загалом | Допрацездатний вік | Працездатний вік | Постпрацездатний вік |
| -------- | ------- | ------------------ | ---------------- | -------------------- |
| Чоловіки | 31      | 10                 | 20               | 1                    |
| Жінки    | 33      | 10                 | 18               | 5                    |
| Разом    | 64      | 20                 | 38               | 6                    |